# Catherine-Emmanuelle Laliberté
 (décembre 2017).
Si vous disposez d'ouvrages ou d'articles de référence ou si vous connaissez des sites web de qualité traitant du thème abordé ici, merci de compléter l'article en donnant les références utiles à sa vérifiabilité et en les liant à la section « Notes et références ».
Pour les articles homonymes, voir Laliberté.
Catherine-Emmanuelle Laliberté est une animatrice de radio de la ville de Québec (Québec, Canada), née en 1977. Elle est employée par la station Radio Énergie, à Québec depuis 2003, où elle coanimait le Buzz de Québec aux côtés de Martin Dalair. À compter d'août 2007, elle a travaillé aux côtés de Pierre-Yves Lord, toujours dans l'émission du matin de Radio Énergie 98.9 à titre de coanimatrice jusqu'en décembre 2008. Des restrictions budgétaires ont amené son départ. Elle travaille maintenant au 91.9 Rythme FM dans les Weekends à Martin, à titre de coanimatrice.
Elle a travaillé comme journaliste à CHRD-FM à Drummondville de 1999 à 2001, puis comme animatrice de 2001 à 2003.